# Marlborough (Missouri)
Marlborough és una població dels Estats Units a l'estat de Missouri. Segons el cens del 2000 tenia 2.235 habitants.

## Demografia
Segons el cens del 2000, Marlborough tenia 2.235 habitants, 1.344 habitatges, i 426 famílies. La densitat de població era de 3.751,9 habitants per km².
Dels 1.344 habitatges en un 13,2% hi vivien nens de menys de 18 anys, en un 20,8% hi vivien parelles casades, en un 7,9% dones solteres, i en un 68,3% no eren unitats familiars. En el 58,3% dels habitatges hi vivien persones soles el 8,2% de les quals corresponia a persones de 65 anys o més que vivien soles. El nombre mitjà de persones vivint en cada habitatge era d'1,66 i el nombre mitjà de persones que vivien en cada família era de 2,61.
Per edats la població es repartia de la següent manera: un 12,5% tenia menys de 18 anys, un 19,4% entre 18 i 24, un 39,3% entre 25 i 44, un 18,7% de 45 a 60 i un 10,1% 65 anys o més.
L'edat mediana era de 32 anys. Per cada 100 dones de 18 o més anys hi havia 101,2 homes.
La renda mediana per habitatge era de 25.386 $ i la renda mediana per família de 40.331 $. Els homes tenien una renda mediana de 27.155 $ mentre que les dones 24.112 $. La renda per capita de la població era de 18.442 $. Entorn de l'11,4% de les famílies i el 15,4% de la població estaven per davall del llindar de pobresa.

## Poblacions més properes
El següent diagrama mostra les poblacions més properes.